# Бужумбура
Бужумбура (на френски: Bujumbura) е столица на Република Бурунди до 2019 г. Названието „Бужумбура“ означава: „Пазар, където се търгуват картофи“.
Разположен е на северния бряг на езерото Танганайка в Източна Африка.
Населението на града наброява 331 700 жители.

## История
Едни от първите европейци, проникнали на територията на Бурунди, са били известните изследователи Дейвид Ливингстън и Хенри Мортън Стенли. В града е издигнат паметник на двамата, на който е изписана и датата 27 ноември 1871 година – на този ден тук разполага бивака си пътешественикът Д. Ливингстън.
Градът е основан на мястото на старо рибарско селище, през XIX век. В началото на ХХ век градът попада под германско владичество, като колонизаторите изграждат тук свой преден военен пост през 1889 година, даващ им плацдарм за колонизация на тази част от континента, и разширяването на Германска Източна Африка.
След Първата световна война Бужумбура става административен център на белгийската подмандатна територия Руанда-Урунди, получавайки я след решение на „Лигата на Нациите“, като първоначално носи името Усумбура.
В резултат на освободителното движение, разгоряло се в страната в средата на ХХ век, през 1962 година е обявена независимостта на страната, като градът е обявен за столица на Кралство Бурунди.
Четири години по късно монархията е свалена, но Бужумбура остава столица на страната. От момента на обявяването на независимостта на страната, Бужумбура става арена на борби между двете основни етнически групи – хуту и тутси.
Бужумбура е изграден в колониален стил. В центъра на града са разположени правителствените учреждения, административни сгради, на централния булевард са разположени много модерни магазини, кина, ресторанти и локали.
Тук са разположени „Университета на Бурунди“, „Музея на Живота“, Католическата катедрала и др.
През 2019 г. градът губи статутът си на столица, след като президентът Пиер Нкурунзиза с одобрението на парламента премества столицата в Гитега.

## Икономика
Въпреки изоставането в икономическо отношение, в наши дни на територията на столицата се развива сравнително успешно леката промишленост, както и производството и преработката на селскостопанска продукция. Има фабрики за производство на текстил, цимент, фабрики за кафе и т.н. Силно застъпен е риболовът, който е и основен поминък на бедното население.

## Транспорт
През пристанището на града преминава почти целият стоков оборот на страната, има добре изградена пътна мрежа и международно летище (Bujumbura International Airport).